# Карачев
Карачев (на руски: Карачев) е град в Русия, административен център на Карачевски район, Брянска област. Населението на града към1 януари 2018 година е 17 716 души.